# 에릭 브러스코터
에릭 브러스코터(Eric Bruskotter, 1966년 3월 22일 ~ )는 미국의 텔레비전 배우, 영화배우이다.
포트웨인에서 태어났다.

## 영화
- 레이프 킷 (2011년) - 세큐러티 오피서 역
- 헐리우드 킬즈 (2006년)
- 브링 잇 온 3 (2006년)
- 할리우드 게임 (2001년)
- 메이저 리그 3 (1998년)
- 스타쉽 트루퍼스 (1997년) - 브렉킨리지 역
- 더 팬 (1996년)
- 크림슨 타이드 (1995년)
- 메이저 리그 2 (1994년)
- 사선에서 (1993년)
- 드래곤 (1993년)
- 시티 레인져 (1993년)
- 끝없는 도주 (1991년)
- 캠퍼스 연애 소동 (1989년)
- 사선을 넘어 - TV 시리즈 (1989년)
- 케빈은 12살 (1988년)
- 연애학개론 (1987년)
- 쓰리 포 더 로드 (1987년)
- 머나먼 정글 (1987년)